# Royal Jordanian

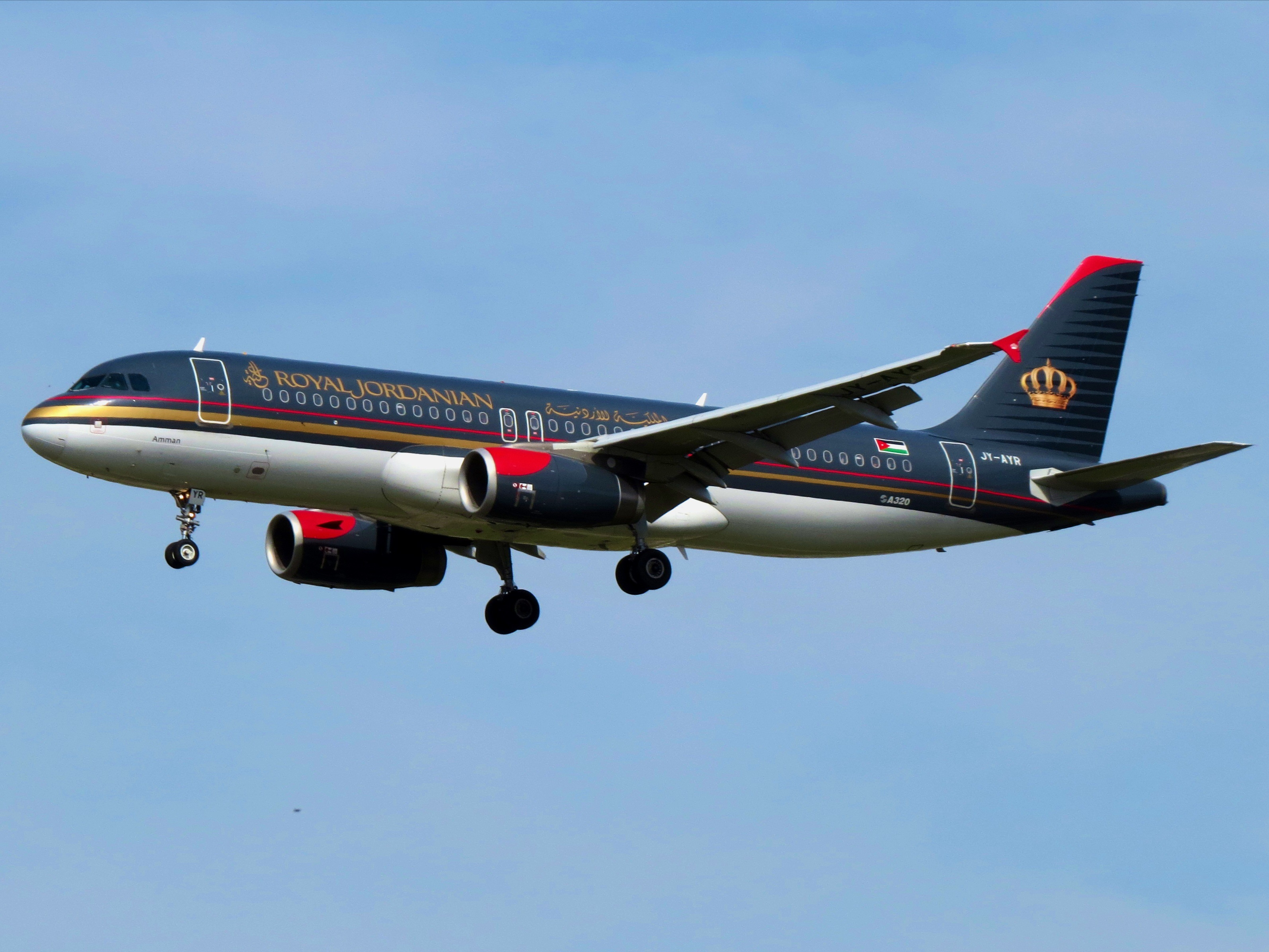
Airbus A320-200 van Royal Jordanian

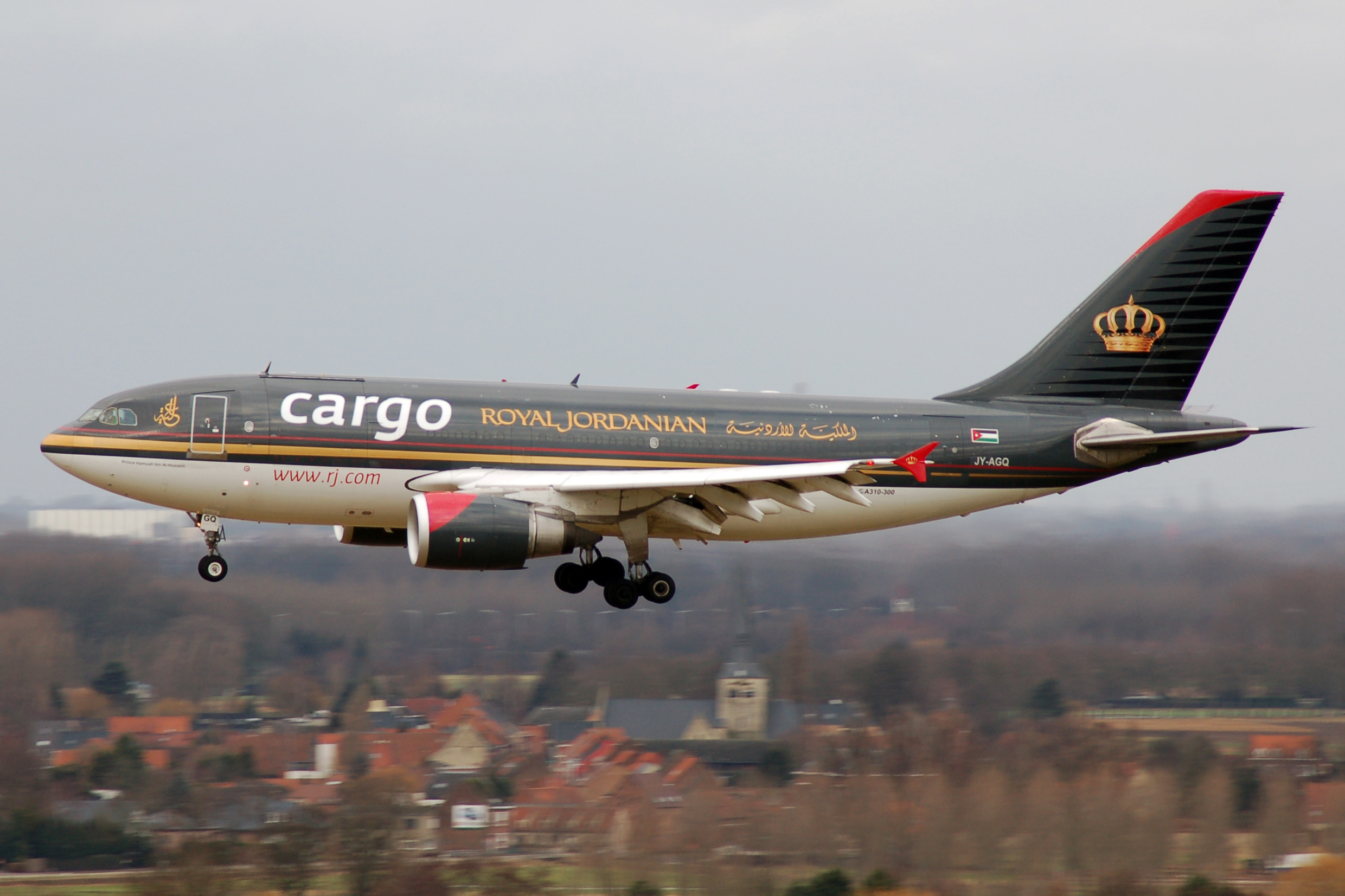
Airbus A310 cargo van Royal Jordanian

Royal Jordanian (Arabisch: الملكية الأردنية, al-Malakiyya al-Urdunniyya) is een Jordaanse luchtvaartmaatschappij. De thuisbasis is Queen Alia International Airport bij Amman. Ze vliegt op intercontinentale routes naar vier continenten.
Royal Jordanian is lid van de Arab Air Carriers Organization. Op 17 oktober 2005 accepteerde ze de uitnodiging van de Oneworld-alliantie om lid te worden. Daarmee was ze de eerste Arabische luchtvaartmaatschappij die lid werd van een internationale alliantie.

## Geschiedenis
Royal Jordanian werd in 1963 opgericht als Alia The Royal Jordanian Airlines. In 1986 kreeg de luchtvaartmaatschappij haar huidige naam.

## Vloot
In september 2017 bestond de vloot van Royal Jordanian uit: